# چیز دیگری است
چیز دیگری است (به ترکی استانبولی: Bir Başkadır) سریالی ترکی به نویسندگی و کارگردانی برکون اویا است که در ۱۲ نوامبر ۲۰۲۰ در نتفلیکس پخش شد.
تهیه‌کنندگی سریال به نمایندگی از کرک فیلم بر عهدهٔ علی فرخنده و نیسان جرن گوچن بوده و تدوینش بر عهدهٔ علی آقا. در کادر بازیگری این سریال ۸ قسمتی نام‌هایی چون اویکو کارایل، فاتح آرتمان، فوندا اریئیت، دفنه کایالار، تولین اوزن، علی‌جان یوجه‌سوی، نسرین جوادزاده، دریا کاراداش، بیگه اونال، ستار تانریوغن، اونر ارکان، و گوکخان ییکیلکان جای گرفته‌اند.

## موضوع
«زندگی‌های متفاوت، رؤیاهای متفاوت، و ترس‌های متفاوتی دارند. گرچه ممکن است ضد یکدیگر به نظر برسند، اما وقتی مسیرهایشان به هم می‌رسد، مرزها از میان می‌روند و همگی زندگی یکدیگر را لمس می‌کنند.»

## بازیگران و شخصیت‌ها
| بازیگر             | شخصیت          | درباره                                    |
| ------------------ | -------------- | ----------------------------------------- |
| اویکو کارایل       | مریم           | خواهر یاسین                               |
| فاتح آرتمان        | یاسین          | برادر مریم، همسر روحیه                    |
| فوندا اریئیت       | روحیه          | همسر یاسین                                |
| دفنه کایالار       | پری            | روانپزشکی که مریم پیشش رفت                |
| ستار تانریوغن      | علی سعدی خواجه | پدر خیرالنساء، همسر مسعوده                |
| تولین اوزن         | گلبن           | خواهر گلان، خواهر بزرگتر رضان             |
| دریا کاراداش       | گلان           | خواهر بزرگتر گلبن و رضان                  |
| علی‌جان یوجه‌سوی     | سنان           | مردی که مریم کارهای خانه‌اش را انجام می‌دهد |
| بیگه اونال         | خیرالنساء      | دختر علی سعدی خواجه و مسعوده              |
| اونر ارکان         | رضان           | برادر گلبن و گلان                         |
| نسرین جوادزاده     | ملیسا          | دوست صمیمی پری و بازیگر                   |
| گوکخان ییکیلکان    | حلمی           | از همسایه‌ها؛ عاشق مریم                    |
| گلچین کولتور شاهین | مسعوده         | همسر علی سعدی خواجه، مادر خیرالنساء       |
| اسمه مادرا         | بورجو          | دوست‌دختر خیرالنساء                        |
| نظمی کیریک         | جوان           | همسر گلان                                 |
| نور سورر           | فرای           | مادر پری                                  |
| تانر بیرسل         | اورخان         | پدر پری                                   |
| نهال کولداش        |                | مادر سنان                                 |
| سنان توزجو         |                | بازیگر مهمان                              |

## جوایز
این سریال در ۴۷مین دورهٔ جوایز پروانه طلایی در سه رشته نامزد شد.
| سال  | جایزه                    | رده                   | نامزد         | نتیجه    |
| ---- | ------------------------ | --------------------- | ------------- | -------- |
| ۲۰۲۱ | ۴۷مین جوایز پروانه طلایی | بهترین سریال اینترنتی | چیز دیگری است | برنده    |
| ۲۰۲۱ | ۴۷مین جوایز پروانه طلایی | بهترین فیلمنامه‌نویس   | برکون اویا    | برنده    |
| ۲۰۲۱ | ۴۷مین جوایز پروانه طلایی | بهترین کارگردان       | برکون اویا    | نامزدشده |

## یادداشت
1. ↑  Krek Film